# Ghosi
Ghosi es un pueblo y nagar Panchayat situado en el distrito de Mau en el estado de Uttar Pradesh (India). Su población es de 39165 habitantes (2011). 

## Demografía
Según el censo de 2011 la población de Ghosi era de 39165 habitantes, de los cuales 20135 eran hombres y 19030 eran mujeres. Ghosi tiene una tasa media de alfabetización del 77,65%, superior a la media estatal del 67,68%: la alfabetización masculina es del 83,40%, y la alfabetización femenina del 71,55%.